# Білий Денис Анатолійович
Дени́с Анато́лійович Бі́лий (24 травня 1992, Горностаївка, Херсонська область, Україна — 28 вересня 2014, Донецьк, Україна) — старший солдат 79-ї окремої аеромобільної бригади Збройних сил України, загинув в ході російсько-української війни. Один із «кіборгів».

## Життєпис
Народився 1992 року в смт Горностаївка (Херсонська область). Служив за контрактом у Криму, 36-та бригада берегової охорони. Після анексії Криму повернувся додому, за першої хвилі мобілізації зголосився добровольцем.
Стрілець-номер обслуги, 79-та окрема аеромобільна бригада. Брав участь у боях за Слов'янськ, воював в оточенні за Луганськ.
28 вересня 2014-го загинув від прямого влучення в БТР, який займав бойову позицію для виконання завдань з охорони аеропорту «Донецьк». Терористи стріляли зі сторони вулиці Путилівська Роща — саме того дня точився тяжкий бій з відкинутими проросійськими терористичними силами. Під час вибуху загинули також вояки 79-ї бригади лейтенант Олексій Тищик, сержант Сергій Златьєв, солдати Юрій Соколачко, солдат Олександр Пивоваров, Олександр Завірюха, солдат Анатолій Хроненко, 93-ї ОМБр — капітан Сергій Колодій.
Похований через 3 місяці після смерті — тіло не було ідентифіковане. По смерті залишились батьки.
Похований у смт Горностаївка 27 грудня 2014-го.

## Нагороди та вшанування
- Указом Президента України № 282/2015 від 23 травня 2015 року, «за особисту мужність і високий професіоналізм, виявлені у захисті державного суверенітету та територіальної цілісності України, вірність військовій присязі», нагороджений орденом «За мужність» III ступеня (посмертно).
- Нагороджений нагрудним знаком «За оборону Донецького аеропорту» (посмертно).
- На будівлі Горностаївської ЗОШ № 1 відкрито меморіальну дошку.
- Його портрет розміщений на меморіалі «Стіна пам'яті полеглих за Україну» в Києві: секція 4, ряд 9, місце 22